# Нотхельм
Нотхельм (англ. Nothhelm [Nothelm]; умер 17 октября 739) — архиепископ Кентерберийский (735—739).

## Биография
Настоятель собора Святого Павла в Лондоне (не нынешнего, а не сохранившегося древнего, англосаксонской постройки), друг настоятеля аббатства Святого Августина в Кентербери Альбина, который привлёк его к сбору материалов по церковной истории Кента для Беды Достопочтенного, работавшего в тот период над своей «Церковной историей народа англов».
Нотхельм посетил Рим в период понтификата Григория II и с его разрешения работал в архиве Святого Престола, где скопировал несколько писем Григория Великого, а также других Римских Пап, и передал их Беде Достопочтенному для использования в его историческом труде. Ряд исследователей придерживается точки зрения, что одной из причин сотрудничества Беды с Нотхельмом было стремление подготовить почву для создания автокефальной северной церковной провинции во взаимодействии с Кентербери.
В 735 году Нотхельм рукоположён в архиепископа Кентерберийского, в 736 году получил паллиум от Папы Григория III. Архиепископ Бонифаций из Германии обратился к Нотхельму с просьбой выслать ему копию письма архиепископа Кентерберийского Августина Папе Григорию Великому и ответ на него Папы, а также сообщить мнение самого Нотхельма относительно затронутого в этой переписке вопроса о возможности женитьбы крёстного отца на овдовевшей матери своего крестника. Беда Достопочтенный включил ответы Григория Великого на вопросы Августина (Responsiones), в свою «Церковную историю». В XX веке ряд исследователей (в частности, Сьюзо Брехтер) оспаривали подлинность этих документов, обвиняя в подделке лично Нотхельма (эта точка зрения не является общепризнанной и встречает обоснованные возражения).
В 736 или 737 году Нотхельм созвал синод с участием девяти епископов. В 737 году осуществлено размежевание епархий Мерсии и средней Англии через рукоположение Витты на епископскую кафедру Личфилда, а Тотты — на Лестерскую кафедру. В 738 году Нотхельм подписал в качестве свидетеля грамоту короля Кента Эдберта о пожаловании земли (до наших дней сохранилась только одна подлинная грамота этого короля — от 14 июля 727 года, о даровании земли настоятельнице монастыря на Танете Милдред).
Нотхельм умер 17 октября 739 года и был похоронен в церкви Святых Петра и Павла в Кентербери. Впоследствии канонизирован, память празднуется 17 октября.

## Упоминания в литературе
Беда Достопочтенный ответил на тридцать вопросов Нотхельма по Третьей книге Царств трактатом «In regum librum XXX quaestiones». В библиотеке Ламбетского дворца хранится посвящённый Нотхельму стихотворный панегирик XVI века в десять строк неизвестного автора.